# Eucamptodontopsis pilifera
Eucamptodontopsis pilifera är en bladmossart som beskrevs av Brotherus 1924. Eucamptodontopsis pilifera ingår i släktet Eucamptodontopsis och familjen Dicranaceae. Inga underarter finns listade i Catalogue of Life.